# Gée-Rivière
Gée-Rivière is een gemeente in het Franse departement Gers (regio Occitanie) en telt 49 inwoners (2009). De plaats maakt deel uit van het arrondissement Mirande en van het gemeentelijk samenwerkingsverband Communauté de Communes d'Aire sur l'Adour (CCAA), dat 22 gemeenten in de departementen Landes en Gers omvat.

## Geografie
De oppervlakte van Gée-Rivière bedraagt 2,7 km², de bevolkingsdichtheid is dus 18,1 inwoners per km².
De onderstaande kaart toont de ligging van Gée-Rivière met de belangrijkste infrastructuur en aangrenzende gemeenten.

## Demografie
Onderstaande figuur toont het verloop van het inwonertal (bron: INSEE-tellingen).